# كنيسة الدولة للإمبراطورية الرومانية

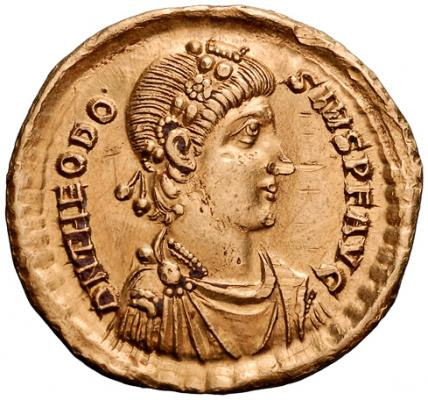

## التاريخ

### المسيحية المبكرة وعلاقتها بالدولة
اعترفت السلطات الرومانية بالمسيحية كديانة منفصلة عن اليهودية قبل نهاية القرن الأول. مُنح هذا التمييز -الذي ربما قد تشكّل بالفعل من الناحية العملية في وقت نشوب حريق روما الكبير في عام 64- صفة رسمية من قبل الإمبراطور نيرفا حوالي عام 98 من خلال منح المسيحيين الإعفاء من دفع الضريبة اليهودية، وهي ضريبة سنوية مفروضة على اليهود. افترض بلينيوس الأصغر، عندما كان حاكمًا رومانيًا بديلًا في بيثينيا في عام 103، في رسائله إلى الإمبراطور تراجان أن المسيحيين ليسوا يهودًا لأنهم لا يدفعون الضريبة.
اضطر المسيحيون إلى التفاوض بشأن ما يمكنهم فعله كبديل عن المشاركة في العبادة الإمبراطورية، وذلك نظرًا إلى أن دفع الضرائب كان أحد الطرق التي أظهر بها اليهود نواياهم الحسنة وولاءهم تجاه الإمبراطورية. أدى رفضهم لعبادة الآلهة الرومانية أو عبادة الإمبراطور كإله في بعض الأحيان إلى الاضطهاد والاستشهاد. حاول البابا ترتليان، على سبيل المثال، المجادلة بأن المسيحية لم تكن خيانة بطبيعتها، وأن المسيحيين يمكنهم تقديم شكل خاص بهم من الصلاة من أجل سعادة الإمبراطور.
انتشرت المسيحية خاصة في الأجزاء الشرقية من الإمبراطورية وما وراء حدودها. كانت في البداية محدودة نسبيًا في الغرب، ولكن ظهرت تجمعات مسيحية كبيرة في روما وقرطاج وغيرها من المراكز الحضرية، وأصبحت بحلول نهاية القرن الثالث الإيمان السائد في بعضها. شكل المسيحيون حوالي 10% من السكان الرومان في عام 300 وفقًا لبعض التقديرات. يقول ويل ديورانت إن الكنيسة المسيحية طغت على الوثنية لأنها قدمت عقيدة أكثر جاذبية، ولأن قادة الكنيسة تناولوا الاحتياجات الإنسانية بشكل أفضل من منافسيهم.
أصبحت مملكة أرمينيا، مملكة عميلة رومانية تحكمها أسرة فرثية اسميًا، أول دولة تتبنى المسيحية كدين للدولة في عام 301.

### التأسيس والخلافات المبكرة
أنهى الإمبراطور غاليريوس في عام 311 مع صدور مرسوم سيرديكا (صوفيا الآن) اضطهاد ديوكلتيانوس الذي اشتهر بأنه المسؤول عن التحريض له، وأصدر الإمبراطور قسطنطين في عام 313 مرسوم ميلان الذي منح المسيحيين وغيرهم «حق الممارسة المفتوحة والمجانية لتعاليم عبادتهم».
بدأ قسطنطين في استخدام الرموز المسيحية مثل رمز كاي رو في بداية حكمه، ولكنه استمر في تشجيع الممارسات الدينية الرومانية التقليدية ومن ضمنها عبادة الشمس. أسس قسطنطين مدينة القسطنطينية لتكون العاصمة الجديدة للإمبراطورية الرومانية في عام 330. كانت المدينة ستصبح تدريجياً المركز الفكري والثقافي للعالم المسيحي.
أصبحت الهيئة المسيحية مستهلكة بالمناقشات التي تحوم حول الأرثوذكسية على مدار القرن الرابع، أي التي تكون معتقداتها الدينية هي الصحيحة. وُجدت مجموعة في شمال أفريقيا أطلق عليها لاحقًا اسم الدوناتيّة التي آمن أتباعها بتفسير صارم جدًا للمسيحية استبعد الكثيرين ممن تخلوا عن الإيمان خلال اضطهاد ديوكلتيانوس في أوائل القرن الرابع، وخلقوا أزمة في الإمبراطورية الغربية.
عُقد ملتقى سينودوس في روما في عام 313 وتلاه آخر في آرل في عام 314. حكم الملتقى بأن العقيدة الدوناتية كانت بدعة، وأطلق قسطنطين أول حملة اضطهاد من قبل المسيحيين ضد المسيحيين، وبدأ بالتدخل الإمبراطوري في اللاهوت المسيحي وذلك عندما رفض الدوناتيّون التراجع. مُنح الدوناتيّون، الذين شكلوا حزب الأغلبية في مقاطعة أفريقيا الرومانية لمدة 30 عامًا، القبول الرسمي خلال عهد الإمبراطور يوليان المرتد.